# Geschichte Malaysias
Die Geschichte Malaysias umfasst die Entwicklungen auf dem Gebiet des heutigen Staates Malaysia von der Urgeschichte bis zur Gegenwart.

## Urgeschichte
Spuren der Besiedlung durch den anatomisch modernen Menschen (Homo sapiens) befinden sich in den Niah-Höhlen auf Borneo. Ihr Alter wird auf 45.000 bis 39.000 Jahre datiert.

## Von der Frühzeit bis 1500

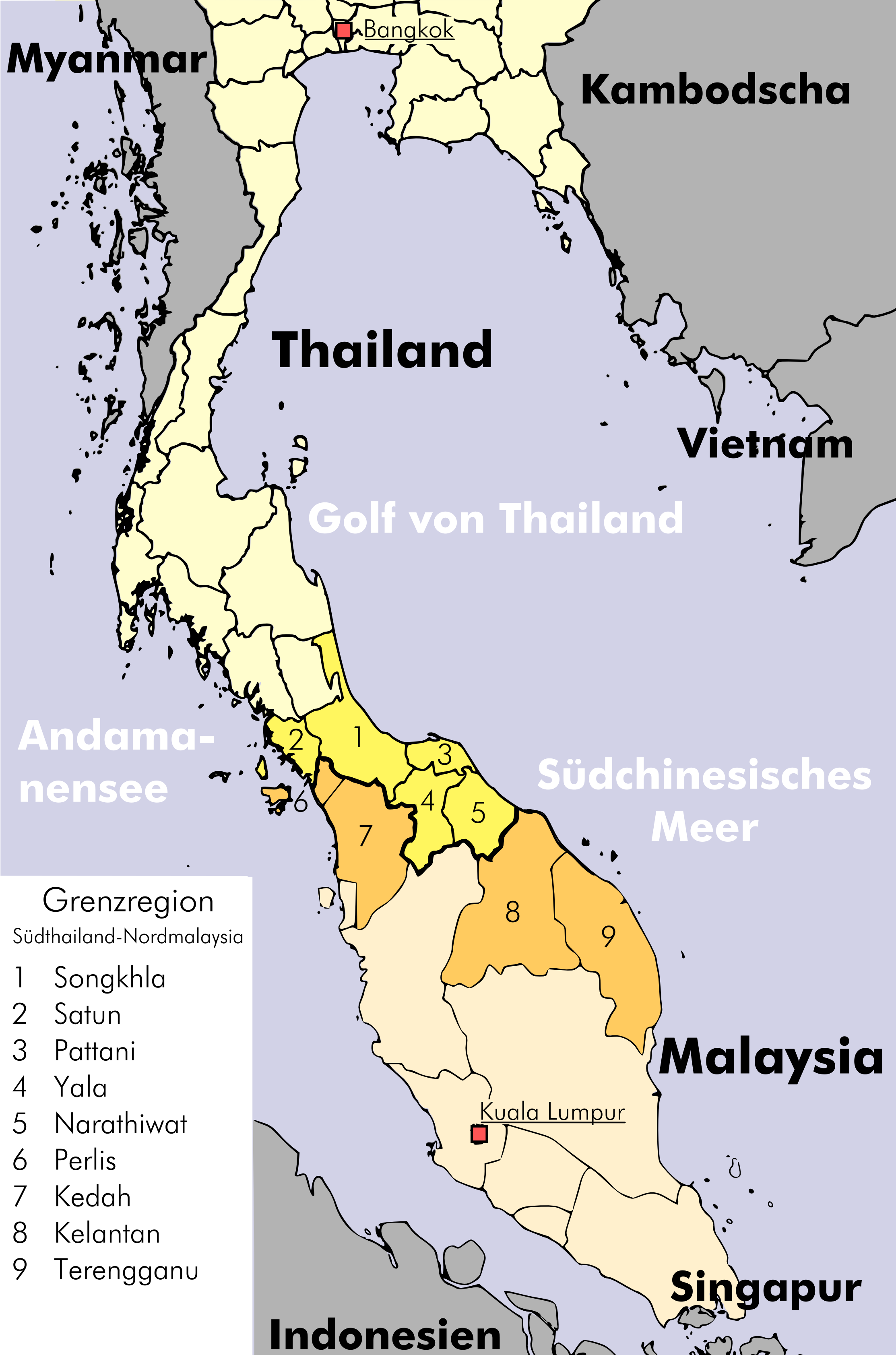
Muslimische Malaienprovinzen in Südthailand und einst siamesische Sultanate im Norden Malaysias

Seit 500 wuchs die Bedeutung der Straße von Malakka und ihrer Häfen für den Überseehandel Europa-Indien-China. Zur Zeit der Hochblüte der buddhistischen Srivijaya-Dynastie, um 800, verbreiteten sich Buddhismus und Hinduismus auf der malaiischen Halbinsel. 1400 entstand das erste malaiische Königreich von Malakka, das noch in einem Abhängigkeitsverhältnis zu Siam (heute: Thailand) stand. Arabische, persische und indische Händler führten 1414 den Islam auf der malaiischen Halbinsel ein. Buddhismus und Hinduismus wurden weitgehend zurückgedrängt.

## Europäische Einflussnahme und koloniale Eroberung
1511 wurde Malakka von den Portugiesen erobert. Diese wurden 1641 durch die Niederländer, die ein Bündnis mit dem Sultan von Johore geschlossen hatten, aus Malakka vertrieben. 1786 erwarben die Briten die Insel Penang. Im Jahre 1795 vertrieben die Briten die Niederländer endgültig. Malaysia wurde zur britischen Kolonie, Teil der Straits Settlements und in diesem Rahmen 1867 zur Kronkolonie. 1895 schlossen sich Perak, Selangor, Negri Sembilan und Pahang zu einer Föderation zusammen, zu den Federated Malay States.
1930 konstituierte sich die Kommunistische Partei Malaysias mit Hilfe der Kominternvertreters für Südostasien Ho Chi Minh im Verborgenen. Ihr Ziel war die Überwindung des Kolonialismus wie des Feudalismus in Malaysia. Die Partei versuchte alle Ethnien Malaysias anzusprechen blieb aber vorwiegend auf die chinesische Minderheit beschränkt. Bereits vor dem Beginn des Zweiten Weltkriegs verübte sie Gewaltakte gegen Vertreter des Kolonialstaates, Abweichler von der Parteilinie und politische Konkurrenten.

## Japanische Besatzung

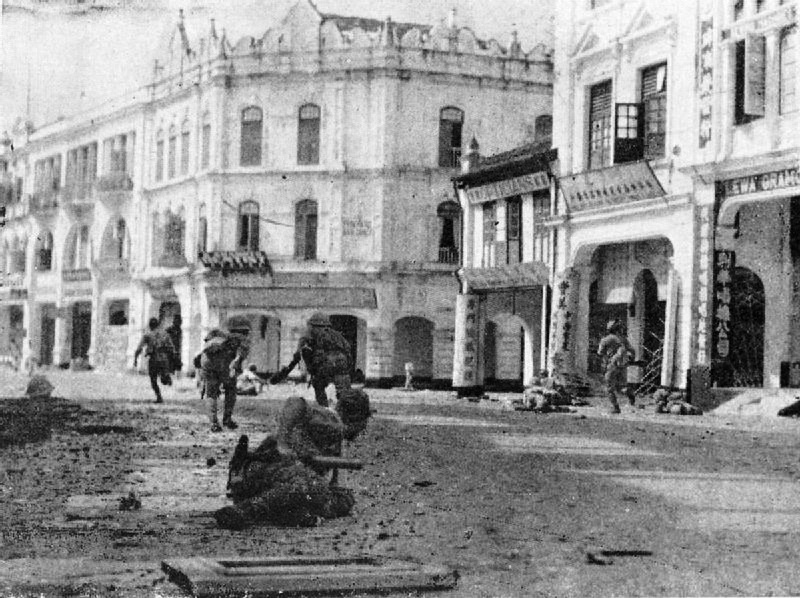
Japanische Truppen in Kuala Lumpur

Im Zweiten Weltkrieg besetzten die japanischen Truppen 1941 Malaysia. Dies führte zu einer kurzlebigen Allianz zwischen den Briten und den Kommunisten ab Dezember 1941. Ab 1942 kämpfte die von den Kommunisten gegründete Malayan Peoples’ Anti-Japanese Army (MPAJA) mit britischer Unterstützung durch Finanzhilfe und Waffenlieferungen gegen die Japaner. Nach dem abrupten Zusammenbruch der japanischen Präsenz nach der Kapitulation Japans 1945 kontrollierte die kommunistische Widerstandsbewegung die Mehrheit des Landes. Die MPAJA wurde aber auf Forderungen der Briten noch im selben Jahr aufgelöst und die Kommunistische Partei konnte im Gegenzug als legale politische Partei in Malaysia auftreten.

## Weg zur Unabhängigkeit
Nach dem Krieg wurde die britische Kolonialherrschaft über Malaya wiederhergestellt. Daraufhin begann sich die MPAJA mit chinesischer Unterstützung gegen die Briten zu wenden, um die Unabhängigkeit des Landes zu erreichen. Im März 1946 organisierte sich der malaiische Nationalismus in der Alliance, deren Nachfolgeorganisation die heutige Regierungskoalition Barisan Nasional ist. Es kam zur Gründung der Föderation Malaya am 1. Februar 1948. Ebenfalls gründete sich das All-Malaya Council of Joint Action. Im Juli 1948 rief die britische Regierung angesichts der um sich greifenden Unabhängigkeitsbewegung den Notstand in der Kolonie aus, die sogenannte Malayan Emergency. Die Briten versuchten zunächst einen konventionellen Krieg gegen die MPAJA zu führen. Bis 1950 wurde klar, dass sich die Unabhängigkeitsbewegung auf diesem Weg nicht eindämmen ließ, sondern immer mehr an Stärke gewann und weitere Gebiete kontrollierte. Bis zu diesem Zeitpunkt waren der Auseinandersetzung seit Kriegsende 850 malaiische und europäische Zivilisten, 325 malaiische Polizisten und 150 britische Soldaten zum Opfer gefallen.
Auf Initiative des Kolonialbeamten Henry Gurney änderten die Briten im Jahr 1950 ihre Strategie. Der pensionierte und im Zweiten Weltkrieg mit dem burmesischen Schauplatz vertraute Generalleutnant Harold Briggs wurde als Kommandeur der Truppen in Malaya reaktiviert und traf Anfang April dort ein. Briggs schuf Strukturen, in denen sich Militär und Polizei mit britischen und einheimischen Funktionsträgern koordinierten. Neben die harte Aufstandsbekämpfung und eine stärkere Präsenz von Polizei und Militär in der Fläche stellte er größere Vollmachten für die lokalen Verwaltungen und die Umsiedlung von Landbesetzern von einstigen Plantagen in Dörfer mit funktionierender Infrastruktur in den Mittelpunkt der Bemühungen, darüber hinaus den verstärkten Straßenbau durch Pioniertruppen und eine Propagandaoffensive, die vor dem Kommunismus warnte und die Vorteile eines Lebens unter britischer Verwaltung hervorhob. Briggs Ziel war es, die Guerilla von der Versorgung aus der Landbevölkerung heraus abzuschneiden und die Aufständischen zu direkten Angriffen auf seine Truppen statt auf Zivilisten zu bewegen. Diesen Bemühungen übergeordnet war die grundsätzliche Absicht der Regierung in London, die Kolonie in die Unabhängigkeit zu entlassen, sie aber in enger Verbindung mit Großbritannien zu halten.
Mitte Juli 1950 waren die ersten 20.000 von schätzungsweise 300.000 Landbesetzern umgesiedelt, im September war die Zahl von rund 150.000 erreicht. Mitte Februar 1951 wurde die Zahl der verbleibenden Besetzer in den besonders kritischen Regionen auf noch 52.500 geschätzt. In ihren neuen Dörfern waren Unterkunft, medizinische Versorgung und Schulen vorhanden. Sie wurden im Wesentlichen von malaiischen Polizisten gesichert, während sich die britischen Truppen dort zurückhielten. In der ersten Jahreshälfte 1951 registrierten die Briten eine deutliche Zunahme kommunistischer Kämpfer, die sich ergeben hatten, sowie von Gefallenen auf der Gegenseite. Zwar gab es auch etwas mehr Gefallene auf der Seite der kolonialen Kräfte, aber weniger getötete und verletzte Zivilisten. Allerdings fiel Gurney am 6. Oktober 1951 einem Anschlag der MPAJA zum Opfer. Briggs nutzte diesen Umstand, um bei der britischen Regierung eine Stärkung einheimischer Verwaltungskräfte durchzusetzen. Briggs selbst musste im November aus Gesundheitsgründen sein Amt aufgeben und starb wenige Wochen später.
Nach einer Übergangszeit wurde im Februar 1952 Feldmarschall Gerald Templer sowohl zum Hochkommissar als auch zum Kommandeur der Truppen in Malaya ernannt und vereinte damit die oberste zivile und militärische Kompetenz in dem Gebiet in seiner Person. Templer setzte die Doppelstrategie aus sozialen und politischen Zugeständnissen an die einheimische Bevölkerung und hartem Vorgehen gegen die Aufständischen fort. Ende 1954 verließ er das Land, 1955 erfolgten die ersten freien Wahlen.
Von 1949 bis 1960 kam es neben den antikolonialen Kämpfen zu politischen, ethnischen und wirtschaftlichen Unruhen sowie zu lokalen Guerillaaktivitäten des Darurat Malaya im Norden des Landes. Unter der Kolonialverwaltung wurde das aktive Frauenwahlrecht 1955 eingeführt.
Am 31. August 1957 wurde die Föderation Malaya schließlich in die Unabhängigkeit entlassen (→ Hari Merdeka; siehe auch Dekolonisation#Asien). Nun wurden das aktive und passive Frauenwahlrecht am 31. August 1957 in die Verfassung aufgenommen.
Das Land lehnte sich weiterhin eng an Großbritannien an und wurde Mitglied im Commonwealth of Nations. Britische Truppen blieben stationiert, um weiter gegen die kommunistischen Aufständischen zu kämpfen, die sich inzwischen in den Norden des Landes zurückgezogen hatten. Am 31. Juli 1960 erklärte die britische Regierung den Notstand im Land für beendet. Eine Aufstellung der Verluste durch die kommunistische Aufstandsbewegung bis 1960 kam auf rund 4.800 getötete Zivilisten und rund 3.200 getötete Angehörige des Militärs und der Polizei.

## Konsolidierung des Staatsgebietes
Es gab Pläne zur Ausdehnung der Föderation auch auf die noch unter britischer Herrschaft stehenden Gebiete Singapur, Sarawak, Brunei und Sabah, was durch die Cobbold-Kommission untersucht wurde. Diese wurden von Brunei am 7. Dezember 1962 zurückgewiesen. Als die Philippinen am 5. August 1963 rechtliche Ansprüche auf Sabah geltend machten, wandten sie sich damit gegen den geplanten Staatenbund und reichten Klage beim Internationalen Gerichtshof ein. Am 16. September 1963 stellte sich auch Indonesien gegen die Eingliederung der auf der Insel Borneo liegenden Staaten Sarawak und Sabah in die vorgesehene Föderation, unterstützte die Philippinen in ihrem Anspruch und begann die Konfrontasi. Die Föderation Malaya wurde dennoch durch Sarawak und Sabah sowie durch Singapur erweitert. Der neue Staatenbund erhielt den Namen Föderation Malaysia. Brunei blieb britisches Protektorat und wurde am 1. Januar 1984 unabhängig.
Nachdem über die Verteilung der Staatseinkünfte und über eine angemessene Vertretung der Chinesen in der Regierung keine Einigung erzielt werden konnte, verließ Singapur die Föderation am 9. August 1965 und erklärte seine Unabhängigkeit. Indonesien beendete die Konfrontasi 1966.

## Entwicklung seit den 1960er Jahren
Am 13. Mai 1969 erschütterten ethnische Konflikte zwischen den dominierenden Malaien und der Minderheit der Chinesen die Hauptstadt Kuala Lumpur. Die Regierung rief den Notstand aus.
Am 16. Juli 1981 wurde Mahathir bin Mohamad (* 1925) Ministerpräsident. Im Februar 1986 kam es erneut zu Religionsunruhen zwischen Moslems und Christen im Bundesstaat Sabah.
1990 starb Tunku Abdul Rahman (1903–1990), der erste Premierminister und »Vater« der malaysischen Föderation. 1992 führte die Machtposition der Sultane in den Bundesstaaten zu einem Konflikt mit der Regierung. Das Parlament beschloss daraufhin am 19. Januar 1993 die Abschaffung der Privilegien der Sultane. Die schwere Wirtschafts- und Finanzkrise in Asien 1997 führte zu einem Kurssturz der malaysischen Währung Ringgit.
Am 31. Oktober 2003 wurde Abdullah Ahmad Badawi neuer Regierungschef.
Zehn Millionen Wahlberechtigte wählten am 21. März 2004 ein neues Parlament. Die Regierungskoalition Barisan Nasional von Regierungschef Abdullah Ahmad Badawi ging wie erwartet erneut als Sieger hervor. Gleichzeitig fanden in zwölf Bundesstaaten Landesparlamentswahlen statt, bei denen die radikalislamische Parti Islam Se-Malaysia (kurz PAS) eine Niederlage erlitt und einen ihrer beiden Teilstaaten verlor.
Am 8. März 2008 fanden erneut Parlamentswahlen in Malaysia statt, bei denen erneut die Barisan Nasional stärkste Kraft wurde, während die Oppositionsparteien sich in der Koalition Pakatan Rakyat zusammenschlossen.
Am 3. April 2009 übernahm Najib Razak das Amt des Premierministers.
Die erstarkte Opposition in Malaysia rechnete sich für gute Chancen aus, bei den Parlamentswahlen am 5. Mai 2013 erstmals in der Geschichte Malaysias einen Regierungswechsel zu bewirken; schlussendlich gelang es ihr trotz erheblichen Stimmengewinnen jedoch nicht, die absolute Mehrheit der Koalitionsregierung von Najib Razak zu brechen.
Malaysia ist vom Bevölkerungswachstum geprägt. Dieses Wachstum betrug im Jahr 2000 2,01 %; seitdem sank es (2010: 1,61 %; 2012: 1,54 %). Von 2000 (21.793.290) bis 2012 (29.179.950) wuchs die Bevölkerungszahl um 33,9 Prozent (7.386.660 Menschen). 2012 betrug die Bevölkerungsdichte 88,47 Einwohner/Quadratkilometer.
Das Land wurde 2021/22 von Überschwemmungen heimgesucht.